# Sit de Cassin
El sit de Cassin (Peucaea cassinii) és una espècie d'ocell de la família dels passerèl·lids (Passerellidae) que pobla zones àrides dels Estats Units i Mèxic. És d'hàbits migratoris.

## Descripció
Té la cua llarga, és de color gris-marró amb les vores blanques i marques fosques al dors i als costats. L'espècie s'assembla al sit de Botteri per la mida i les marques, però el sit de Botteri és d'un color gris més clar. La millor manera d'explicar les diferències entre els dos és el cant del sit de Cassin. Tant els mascles com les femelles són de la mateixa tonalitat de gris i fan entre 12,5 i 15 cm, encara que els mascles són més grossos. Pesen entre 16.9 - 18.5 g
El sit de Cassin és un ocell força gros, gens vistós i grisenc que no té marques visibles. En vol, la cua llarga i arrodonida és evident i les puntes blanques de les plomes de la cua són de vegades evidents. Aquesta espècie s'identifica més fàcilment pel cant distintiu i pel comportament durant l'època de reproducció. En la literatura, sovint es se'ls descriu com a fugissers i difícils d'observar quan no canta, Schnase va observar que els sits de Cassin fàcilment s'habituaven a la presència d'un observador, especialment a principis de l'època de reproducció.

### Plomatge

#### Adult
El cap és marró vetat de grisos i marró fosc; el supercili és de color beix i té una franja “subbigoti” fina i marró fosc. El bec és gris marronós, amb la mandíbula superior i inferior més fosques i la vora del tomium gris blavós pàl·lid. L'iris és marró fosc. La barbeta, la gola i el pit són de color gris pàl·lid o gris marronós; el ventre és blanquinós; i hi ha unes quantes vetes marrons fosques o negres ben definides als flancs inferiors. A l'esquena, el mantell i els escapulars es descriuen com a marrons o grisos amb un to rovellat, les plomes tenen taques subterminals de color marró fosc i vorejats de color vell o gris, donant un aspecte escamós o bigarrat. Les ales són marrons; les cobertores més grans tenen una punta àmplia i unes vores estretes de color blanc o grisenc, formant una barra d'ala que es descriu de manera bastant visible o indistinta. L'àlula és de color groc pàl·lid. Les plomes de les cobertores superiors de la cua tenen una vora grisa, el centre marró i un creixent subterminal negre. La major part de la part superior de la cua és de color marró fosc i fosc, però les dues rectrius centrals són de color gris marró pàl·lid amb una franja central fosca dentada que s'estén en una mena de barres transversals poc definides. Les dues rectrius laterals tenen la vora i l'extrem gris pàl·lid o blanc amb àrees pàl·lides més petites als extrems dels dos parells següents cap a dins. Les potes són de color rosat o fosques.

#### Juvenil
Els juvenils són semblants als adults amb l'esquena marró, plomes amb les puntes color café i ratlles centrals de color marró més fosc, cobertores més grans amb vores blanques i ratlles lleugeres al pit i a la gola.
Alguns ocells, principalment a la part oriental de l'àrea de distribució, tendeixen a ser més vermellosos per sobre, lleugerament més foscos per sota i tenen la cua més plana amb ratlles menys evidents i barres a les rectrius centrals. Encara que més rar, fins i tot a la part oriental de la serralada, s'ha observat el morfo roig fins a les illes Farallon davant Califòrnia.
Els sits de Cassin tenen una seqüència inusual de mudes i plomatges. Substitueixen totes les plomes rectrius i remeres dues vegades durant els primers sis mesos d'edat de l'ocell i els adults muden gradualment les plomes del cos durant l'època de reproducció. Designada com a muda presuplementària, aquesta muda s'ha documentat completament en certes espècies només recentment, havent-se trobat fins ara en 16 espècies de passeriformes nord-americans.

## Hàbitat
El sit de Cassin es pot trobar comunament a les praderies arbustives i és nòmada. Entre 1955 i 1989, hi va haver una quantitat inferior a la mitjana d'aquesta espècie encara que el nombre augmenta i baixa cada any. Als Estats Units, es pot trobar als estats del centre i dels sud. No sol veure's a la part nord de la seva distribució, cosa que podria ser a causa de la pluja.
El niu el fa a l'herba i és una barreja de diverses gramínies i males herbes. La femella pon de 3 a 5 ous.
Tot i que els sits de Cassin utilitzen hàbitats lleugerament diferents en diferents parts de la seva distribució, el denominador comú a tots els hàbitats sembla que requereixen tant un component d'herba (generalment herba curta) com un component arbustiu. Aquest últim component pot ser espècies arbustives reals [per exemple, mesquit, sàlvia (Artemísia), lledoner (Celtis), pinzell de conill (Chrysothamnus) o roures (Quercus)] o altres formes vegetatives que s'aproximen a l'estructura arbustiva. [per exemple. iuca (Yucca), cactus (Opuntia) o gramínies]. La necessitat de l'estructura que proporcionen els arbustos o plantes similars està relacionada amb la necessitat de l'ocell de perxes des d'on cantar o llançar-se per cantar i amb l'ús freqüent d'arbustos baixos per a la col·locació del niu. Schnase (1984) també va assenyalar que els matolls de mesquite dins dels territoris dels sits de Cassin eren clarament preferits quan hi havia cries. Sembla que les proporcions relatives d'herba i arbustos a l'hàbitat acceptable cobreixen una àmplia gamma d'hàbitats de pastures amb una distribució molt escassa d'arbustos fins a hàbitats de matolls amb una coberta d'herba.

## Història Natural

### Cant
El cant a «titi-trrrrrrrrrrr», «tiu tiu». Només els mascles canten i els mascles són coneguts per volar i planejar cap avall mentre canten, cosa que s'anomena "alosa". Els mascles de l'espècie són un dels pocs pardals coneguts per l'alosa. El llibre “Heralds of Spring in Texas” diu que un indicador que s'acosta la primavera al comtat de Midland, Texas és "els alts i dolços trinats dels sits de Cassin". Els pollets fan una sèrie de glops quan canten. Els mascles canten de febrer a setembre. El cant del sit de Cassin és el tret més identificable.
Els mascles marquen territori piulant perxats en matolls o herbes baixes o a terra, però sovint en vol. A l'inici de l'època de cria, tots els cants són des d'una perxa visible i sovint implica un cant recíproc entre mascles. Els cants en vol i l'alosa són més habituals més tard, en associació amb la presència de femelles. En els cants en vol (o l'alosa), el mascle enlaire des d'una perxa, com ara un arbust, fins a 5 o 10 m en l'aire, després canta mentre planeja o voleteja descrivint un arc cap a un arbust proper. Durant el descens, les ales les manté planes, el cap arquejat cap enrere i la cua elevada. El cants es pot escoltar des de mitjans de febrer fins a principis de setembre, depenent de la ubicació, i fins i tot por arribar a cantar de nit.

### Dieta
A l'estiu, la dieta del sit de Cassin consisteix principalment en insectes, especialment llagostes, erugues i escarabats. Altres insectes esmentats específicament a la literatura inclouen hemípters, formigues, abelles, vespes, morruts, aranyes, cargols i arnes. Les cries s'alimenten gairebé totalment d'insectes. Bock, Bock & Grant (1992) assenyalen que les observacions d'un niu de sit de Cassin durant 18 hores el 1984 van mostrar que de 208 insectes lliurats a cries, 197 (95%) eren llagostes. Tanmateix, Wolf (1977) va informar que els estómacs de deu adults recollits durant l'època de reproducció (finals de juny i principis de juliol) contenien matèria animal i vegetal en proporcions aproximadament iguals (52% i 48%, respectivament; rang = 5-95%). . També va trobar que cinc estómacs de sit de Cassin migrant contenien un 99% de material animal (rang = 90-100%). Hi ha un informe de sit de Cassin menjant capolls de Condalia spathulata. A la tardor i l'hivern, mengen llavors de gramínies i males herbes. Oberholser (1974) esmenta particularment el consum de llavors de d'herba pucera (família Alsinaceae), plàtan (Plantago), xanthoxalis, jonc (Carex), panicum i sorgo. (Sorghum).
Schnase (1984) informa observar ocells bevent aigua d'una petita piscina immediatament després d'una pluja. Tot i que Williams i LeSassier (1968) informen que els sits de Cassin semblen viure molt bé sense aigua potable, la conclusió sembla que es basa en el nombre limitat d'observacions registrades d'aquesta espècie bevent aigua, la distància de la majoria de les zones de nidificació de l'aigua i el fet que els ocells rarament abandonen els seus territoris.
El sit de Cassin s'alimenta majoritàriament o totalment a terra, saltant per zones relativament obertes, agafant objectes del sòl o de les tiges de les plantes. Quan s'enrosquen, volen cap a un arbust o una tanca, o poden tornar a caure a l'herba. Schnase (1984) va comprovar que l'alimentació es produeix d'una manera lenta i metòdica. El fullatge recollit de l'interior del mezquites (Prosopis) i altres arbustos només va ser destacat després de la criança. Aparentment, les cries van adquirir la major part de l'aliment d'aquesta manera més que a terra.

## Taxonomia
El primer sit de Cassin va ser descrit l'any 1852 per Samuel W. Woodhouse a partir d'un exemplar recollit prop de San Antonio, Texas, i se li va donar el nom d'espècie en honor a John Cassin, un ornitòleg de Filadèlfia. L'espècie era coneguda originalment com a Zonotrichia cassinii. Posteriorment i de diverses maneres, va ser assignat al gènere Peucaea i, eventualment, a Aimophila al voltant del canvi de segle. Gran part de la confusió sembla ser a causa del desconeixement sobre l'anatomia i la història vital de les espècies incloses en el gènere.
Hi ha hagut diversos tractaments substancials de la taxonomia de les espècies dins del gènere Aimophila i una comparació dels patrons de cant dels sits d'Aimophila, però s'han centrat principalment a avaluar el desenvolupament evolutiu d'aquestes espècies per determinar si aquest gènere en realitat consisteix en un conjunt d'espècies no naturals (que en realitat representen diversos grups taxonòmics o formes divergents). Cap d'aquestes publicacions va posar en dubte la inclusió del sit de Cassin dins d'aquest gènere en el que s'anomena “complex de botterii”: el sit de Botteri (Peucaea botterii), el sit de Bachman (P. aestivalis) i el sit de Cassin (P. cassinii).
El 2010, l'American Ornithologists' Union va ressuscitar el gènere Peucaea sobre la base de dades genètiques, morfològiques i vocals, traslladant el sit de Cassin de nou a Peucaea cassinii.
No es reconeixen subespècies del sit de Cassin.